# Club House (gruppo musicale)
I Club House sono stati un gruppo musicale italiano house da studio, composto da Gianfranco Bortolotti, Carl Fanini, Hidalgo Serra e Silvio Pozzoli.

## Carriera musicale
Essi raggiunsero il numero 75 della U.S. Billboard Hot 100 nel 1983, con un medley mashup dei brani "Do It Again" degli Steely Dan e "Billie Jean" di Michael Jackson intitolato Do It Again Medley with Billie Jean. Nel 1991, raggiunsero il numero 1 nella U.S. Hot Dance Music/Club Play chart con il brano "Deep in My Heart", che utilizzava tratti della voce di Kier Kirby dal singolo "Power of Love" dei Deee-Lite del 1990.
Gli stessi due brani del medley dei Club House del 1983 sono stati anche registrati come un medley note-for-note dance dal gruppo musicale Slingshot di Detroit, che, con la sua versione cover, raggiunse il numero 1 nelle classifiche dance.. Ci sono state ulteriori versioni da parte dei Brooklyn Express, un progetto studio di New York messo in opera da Began Cekic ed Eric Durham, anche nel 1983.
I Club House sono ben conosciuti anche per il singolo dance "Light My Fire" (featuring Carl) che raggiunse il numero 7 nella UK Singles Chart nell'Aprile 1994. Il loro singolo successivo, "Living In The Sunshine", non ha avuto lo stesso successo raggiungendo solo il numero 21 nel Regno Unito a luglio dello stesso anno.

## Discografia

### Singoli
| 1983                                            | "Do It Again/Billie Jean (medley)"        | —   | —  | 41 | 7  | 10 | 33 | 11 | 75 | —  | Solo singoli |
| 1983                                            | "Superstition/Good Times (medley)"        | —   | —  | —  | —  | —  | —  | 59 | —  | —  | Solo singoli |
| 1987                                            | "I'm a Man/Yeké Yeké (medley)"            | —   | —  | —  | —  | —  | —  | 69 | —  | —  | Solo singoli |
| 1989                                            | "I'm Alone"                               | —   | —  | —  | —  | —  | —  | —  | —  | —  | Solo singoli |
| 1990                                            | "Deep in My Heart"                        | —   | —  | —  | —  | 41 | —  | 55 | —  | 1  | Solo singoli |
| 1991                                            | "I'm Falling Too"                         | —   | —  | —  | —  | —  | —  | —  | —  | 18 | Solo singoli |
| 1992                                            | "Take Your Time"                          | —   | —  | —  | —  | —  | —  | —  | —  | —  | Nowhere Land |
| 1993                                            | "Light My Fire" (featuring Carl)          | 67  | —  | —  | 19 | —  | —  | 45 | —  | —  | Nowhere Land |
| 1994                                            | "Light My Fire" (remix)                   | 26  | 20 | —  | 11 | —  | —  | 7  | —  | —  | Nowhere Land |
| 1994                                            | "Living In The Sunshine" (featuring Carl) | 106 | —  | —  | 23 | —  | —  | 21 | —  | —  | Nowhere Land |
| 1994                                            | "Nowhere Land" (featuring Carl)           | —   | —  | —  | —  | —  | —  | 56 | —  | —  | Nowhere Land |
| 1995                                            | "All By Myself" (featuring Carl)          | —   | —  | —  | —  | —  | —  | —  | —  | —  | Nowhere Land |
| 1996                                            | "You And I"                               | —   | —  | —  | —  | —  | —  | —  | —  | —  | Nowhere Land |
| 1997                                            | "World Of Dreams"                         | —   | —  | —  | —  | —  | —  | —  | —  | —  | Nowhere Land |
| "—" indica che i brani non si sono classificati |                                           |     |    |    |    |    |    |    |    |    |              |